# Euphrasia culminicola
Euphrasia culminicola là loài thực vật có hoa thuộc họ Cỏ chổi. Loài này được Wernham mô tả khoa học đầu tiên năm 1916.